# Club Deportivo El Nacional Feminino
Le Club Deportivo El Nacional Femenino est un club équatorien de football basé à Quito. C'est la section féminine du Club Deportivo El Nacional. 

## Histoire
En 2019, se créer la Superliga Femenina, le El Nacional y participe dès le départ, il atteindra les quarts de finale en fin de saison.
En 2020, le El Nacional Femenino remporte son premier titre de champion en battant en finale du championnat, Club Ñañas (2-0,2-1).

## Stade
Le club joue ses matchs au complexe sportif El Sauce, propriété du club El Nacional, certains matchs importants peuvent se dérouler à l'Estadio Olímpico Atahualpa.

## Palmarès
- Championnat d'Équateur (1)
  - Champion : 2020